# Бремекамп, Корнелис Элиза Бертус
Корнелис Элиза Бертус Бремекамп (нидерл. Cornelis Elisa Bertus Bremekamp; 1888—1984) — нидерландский ботаник, специалист по систематике растений из семейств Акантовые и Мареновые.

## Биография
Корнелис Элиза Бертус Бремекамп родился 7 февраля 1888 года в городе Дордрехт. Учился в Дордрехтской гимназии, затем поступил на биологический факультет Утрехтского университета. В 1912 году под руководством профессора Фридриха Августа Фердинанда Кристиана Вента Бремекамп получил степень доктора философии за работу, посвящённую геотропизму у лиан.
После получения учёной степени Бремекамп отправился в Голландскую Ост-Индию, стал работать на экспериментальной станции в Пасуруане на востоке Явы. С 1915 года также преподавал биологию в Сурабае. В 1921 году, после смерти жены, Корнелис вернулся в Нидерланды, где стал лектором Ботанического института Амстердамского университета.
В 1924 году Бремекамп переехал в Южную Африку, стал профессором Трансваальского университетского колледжа в Претории. В 1931 году снова вернулся в Нидерланды. На протяжении 45 лет он работал в Ботаническом музее и гербарии в Утрехте.
Бремекамп издал множество монографий различных родов акантовых и мареновых. В 1949 году он был избран членом Нидерландской королевской академии наук.
В 1976 году Бремекамп ушёл на пенсию. 21 декабря 1984 года он скончался.

## Некоторые научные работы
- Bremekamp, C.E.B. (1912). Die rotierende Nutation und der Geotropismus der Windepflanzen. 100 p.
- Bremekamp, C.E.B. (1934) in Pulle, A. Rubiaceae / Flora of Surinam (Dutch Guyana). Vol. 4, pt. 1. 298 p.
- Bremekamp, C.E.B. (1934). A monograph of the genus Pavetta. Fedde Repert. spec. nov. 37: 1—208.
- Bremekamp, C.E.B. (1938) in Pulle, A. Acanthaceae / Flora of Surinam (Dutch Guyana). Vol. 4, pt. 2. p. 166—252.
- Bremekamp, C.E.B. (1944). Materials for a monograph of the Strobilanthinae. Verh. Acad. Wet. afd. Natuurk. sect. 2. 41(1): 1—306.

## Роды растений, названные в честь К. Э. Б. Бремекампа
- Batopedina Verdc., 1953
- Bremekampia Sreem., 1965, nom. superfl. [syn.  Haplanthodes Kuntze, 1891, nom. nov.]